# Wijnand van de Pol
Wijnand van de Pol (Alkmaar, 14 febbraio 1938 – Amelia, 19 novembre 2016) è stato un organista e direttore di coro olandese naturalizzato italiano.

## Biografia
Studiò pianoforte nel suo paese, diplomandosi nel 1956. Ben presto rivolse i suoi interessi all'organo. Alla scelta dovette contribuire significativamente il grande strumento settecentesco della Chiesa di San Lorenzo nella sua città natale, che aveva modo di suonare. Negli anni '50 collaborando come registrante, ebbe modo di conoscere celebri organisti, che venivano a suonare quest'organo e a registrarvi musiche di Bach, tra i quali Helmut Walcha e Fernando Germani. Invitato da quest'ultimo a continuare gli studi d'organo sotto la sua guida, nel 1957 si trasferì a Roma. Studiò al Conservatorio Santa Cecilia, diplomandosi nel 1962 in Organo e Composizione Organistica. Seguì inoltre corsi di perfezionamento con Helmuth Rilling, Alan Curtis e Luigi Ferdinando Tagliavini.
Nel 1960 fu nominato organista e Director of music della Chiesa Anglicana di Roma, incarico che mantenne fino al 2010 (in riconoscimento di tale servizio gli è stata conferita l'onorificenza di Member of the British Empire).

Si impegnò attivamente per diffondere a Roma la musica antica per organo, e in particolare quella di Bach e dei compositori delle scuole organistiche nordeuropee (Germania e Paesi Bassi) del XVII secolo. 

Fu anche tra i primi collaboratori del Coro Polifonico Romano, un'associazione fondata e diretta da Gastone Tosato (1913-1991), con sede presso l’Oratorio del Gonfalone, che dal 1950 si dedicava alla riscoperta di musiche sacre e profane dei secoli XVI-XVIII. 

Nel 1963 assunse la direzione del neonato Coro Filarmonico della FAO, che propose al pubblico romano vari mottetti e cantate di Bach, e anche la Passione secondo Giovanni, collaborando con direttori quali Andrew Davis, Ton Koopman e René Jacobs. 

A partire dal 1968, per circa un ventennio fu direttore artistico del Festival internazionale d'organo di Roma, promosso dall'Associazione Musicale Romana,; successivamente contribuì alla programmazione di altre manifestazioni, come il Festival del Clavicembalo e il Festival Bach, promossi negli anni '70, dalla stessa associazione, a cui presero parte (talvolta alle loro prime performance in Italia) celebri interpreti di musica antica, come Gustav Leonhardt, Marie-Claire Alain, Anton Heiller, William Christie, Bob van Asperen, Frans Brüggen, Lucy van Dael e altri.
Come organista van de Pol tenne concerti in quasi tutti i paesi europei, negli Stati Uniti, in Canada e in Egitto. Già docente di organo nei conservatori di Bolzano e di Perugia, fu professore ospite all'Accademia Baltica di Danzica e alla Royal Academy of Music di Londra.
Per lunghi anni è stato membro del comitato editoriale della rivista Arte organaria e organistica (Edizioni Carrara). 

Svolse inoltre intensa attività per la salvaguardia e la valorizzazione degli organi storici italiani (in qualità di ispettore onorario del Ministero per i Beni Culturali per la tutela ed il restauro degli organi storici dell'Umbria seguì i lavori di restauro di una trentina di organi storici). Progettò inoltre organi di nuova costruzione, tra cui quelli della Chiesa di S. Rita a Bologna, della Chiesa della SS. Annunziata di Amelia, della Chiesa della SS. Assunta di Giove e il grande strumento a cinque tastiere per il Conservatorio di Perugia.

Van de Pol ha diretto inoltre la Corale Amerina di Amelia e i The New Chamber Singers di Roma. È stato presidente dell'Accademia Organistica Umbra, presidente onorario dell'Accademia Organistica Campana e direttore del Festival organistico “Luigi Antonini” di Spoleto.

## Discografia
- Antichi organi italiani: organo positivo napoletano del Settecento; Cologno Monzese, Vedette Classica LP VST6036, 1971 [musiche di A. Scarlatti, D. Scarlatti, G.M. Trabaci]
- Concerto per due organi / A. Sacchetti e W. van de Pol agli organi di S. Maria dei Frari in Venezia, Milano, Eco LP ECO 650 C, 1981 [musiche di R. Trofeo, G. Guami, A. Banchieri, B. Pasquini, J.C. Bach, P.J. Blanco, G.B. Zucchinetti].
- Fabbriche di Suoni. Organi dell'Amerino-Narnese, Milano, Eco LP ECO 726C,1983 [organisti Wijnand van de Pol e Gabriele Catalucci].
- Giovanni Battista Pergolesi, Laetatus sum (salmo 121) per soprano, archi e continuo; Salve Regina; In coelestibus regnis; Confiteor tibi Domine (salmo 110); Bernardette Lucarini, soprano; Gloria Banditelli, contralto; Corale Amerina; maestri del coro Wijnand van de Pol e Gabriele Catalucci; orchestra da camera dell’Associazione In Canto; dir. Fabio Maestri, Bologna, Bongiovanni, 1989.
- L’innocenza giustificata, farsa teatrale per musica di Giacomo Durazzo (da P. Metastasio); [musiche di] Christoph Willibald Gluck. Arlecchinata [musica di] Antonio Salieri; orchestra giovanile In Canto di Terni; Corale Amerina; maestro del coro Wijnand van de Pol; dir. Gabriele Catalucci, Bologna, Bongiovanni CD GB 2111-12, 1992.
- Petite fanfare à quatre mains, op. 9, no. 12 (per fortepiano) in Pot-pourri Rossini, Bongiovanni, 1993, GB 2170-2 (con Gabriele Catalucci)
- Organi Nacchini e Dacci di Muzzana del Turgnano e Marano Lagunare, Bologna, Bongiovanni CD GB 5038-2, 1994 [musiche di A. Gabrieli, G. Gabrieli, G. Frescobaldi, J.K. Kerll, J.E. Kindermann, B. Pasquini, J. Pachelbel, J.S. Bach, F.X.A. Murschhauser].
- Ercole Pasquini, Opere per organo e A fancy for two to play di Thomas Tomkins e Nicholas Carlston, Bologna, Bongiovanni CD GB 5068-2, 1998 [organo anonimo, 1680; Amelia, S. Magno; con Gabriele Catalucci organista nei brani a due tastiere]
- Mendelssohn e … all’organo Cortinovis e Corna di Cenate Sopra, Bergamo, Carrara CD EC119, 1998 [musiche di Fanny Mendelssohn, Felix Mendelssohn-Bartoldy, Karel Frantisek Pitsch].
- XVI Rassegna organistica su organi storici della Bergamasca, Bergamo, Carrara CD EC120 [1998 ca.] [vari organisti, tra cui Wijnand van de Pol all’organo Adeodato Bossi, 1858, di Gandino]
- Organi storici del Friuli. Nacchini, Dacci, De Lorenzi, Bologna, Bongiovanni CD GB5096-2, 1999 [musiche di Gaetano Valeri e Nicolò Moretti]
- Macchine sonore: gli organi dell’Amerino, Amelia, Associazione Ameria umbra e Circolo culturale umbro, [2003] [musiche di A. Scarlatti, B. Pasquini, G.B. Martini e altri; organisti Wijnand van de Pol e Gabriele Catalucci].
- La voce ritrovata dell’organo Carrera-Ermolli della parrocchia di Capiago, Bergamo, Carrara CD EC146 [2004 ca.] [vari organisti, tra cui Wijnand van de Pol]

## Pubblicazioni
- L'organo di Palazzo Massimo, «Amici dell'organo di Roma», s. II, n. 5 (1986), pp. 148-152.
- Casse e prospetti di organi cinquecenteschi in Umbria, in Musica e immagine: tra iconografia e mondo dell’opera. Studi in onore di Massimo Bogianckino , a cura di B. Brumana e G. Ciliberti, Firenze, Olschki, 1993, pp. 109-114.
- Morettini, Organ Builder in Perugia, «Organ Yearbook», 24 (1994), pp. 93-108.
- The history of the organ of All Saint's Anglican church Rome (1894-1994), s.n.t. [1994]
- La registrazione organistica dal 1500 al 1800, Pistoia, Accademia di Musica Italiana per Organo, 1996.
- Organi da strada. Dai carillon agli organi di Barberia, «Arte organaria e organistica», 7 (2000), n. 34, pp. 8-13.
- Macchine sonore. Gli organi dell’Amerino. Amelia, Associazione Ameria Umbra, 2003 (con CD allegato) (con Gabriele Catalucci)
- Some thoughts on the divided keyboard and divided stops: where did it start?, «Nassarre. Revista aragonesa de musicología», 22/1 (2006), pp. 593-598.
- Francesco Morlacchi, Sonate per organo, prima edizione moderna a cura di Wijnand van de Pol, Bergamo, Carrara, 2007
- Jan Peterszoon Sweelinck, L'ultimo musicista del Rinascimento e l'iniziatore del Barocco nel Nord Europa, «Arte organaria e organistica», 15 (2008), n. 166, pp. 40-43.
- La presenza di organari europei in Umbria e di organari umbri fuori dall'Umbria, in Arte organaria e musica per organo nell'età moderna. L'Umbria nel quadro europeo (atti del convegno, 14-18 settembre 2007), a cura di Erika Bellini, Perugia, Deputazione di Storia Patria, 2008, pp. 11-24 («Bollettino della Deputazione di Storia Patria per l’Umbria», 105/2, 2008)
- Marco Enrico Bossi, Opera omnia per organo, a cura di A. Macinanti, L. Salvadori, F. Tasini e W. van de Pol, 8 voll., Bergamo, Carrara, 2002-2014.